# Grabmal für Ludwig II. von Flandern und Margaretha von Brabant sowie Margaretha III.

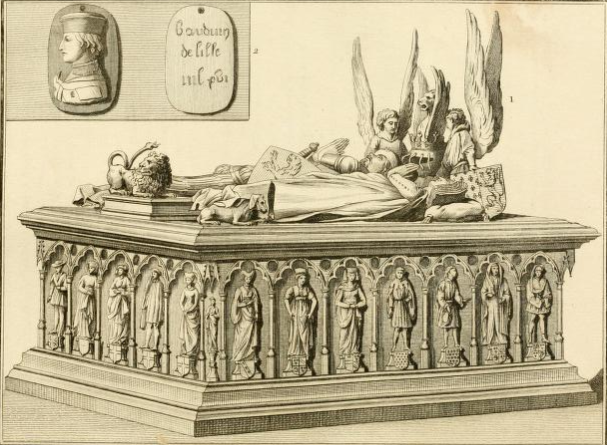
Grabmal für Ludwig II. von Flandern und Margaretha von Brabant sowie Margaretha III.

Das Grabmal  für Ludwig II. von Flandern und Margaretha von Brabant sowie Margarete III. befand sich in der  Stiftskirche Saint-Pierre in Lille  und wurde 1454–1455 von Philipp dem Guten in Auftrag gegeben.
Die Bronzefiguren des verlorenen Grabmals wurden vermutlich von dem Bronzegießer Jacob de Gerines nach Holzmodellen des Bildhauers Jean Delemer gegossen und dann von dem Maler Rogier van der Weyden farbig gefasst. Die Statuen waren ein Beispiel für die dynastische Ikonografie der burgundischen Gräber des 15. Jahrhunderts.

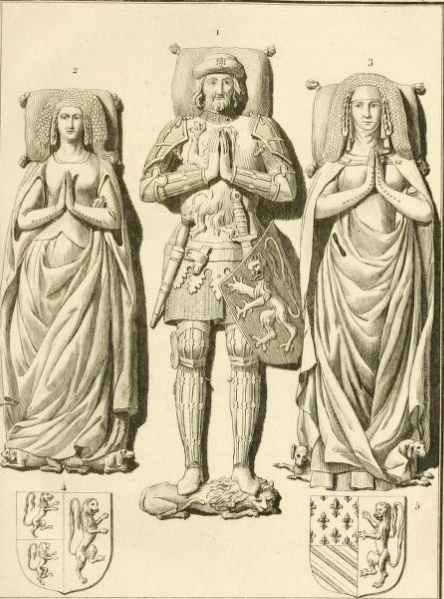
Abbildungen von Ludwig II. von Flandern und Margaretha von Brabant sowie Margaretha III.
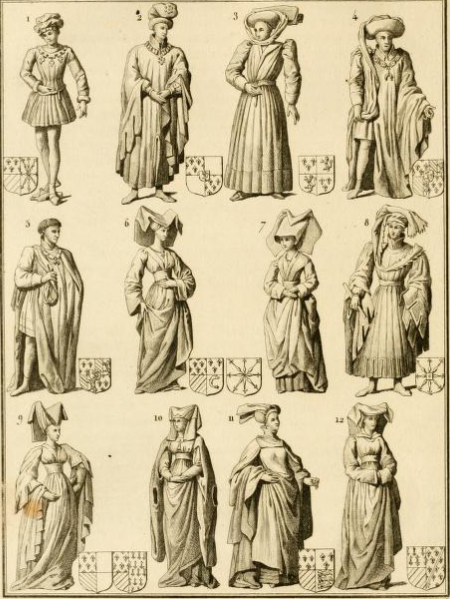
Andere Figuren des Grabmals
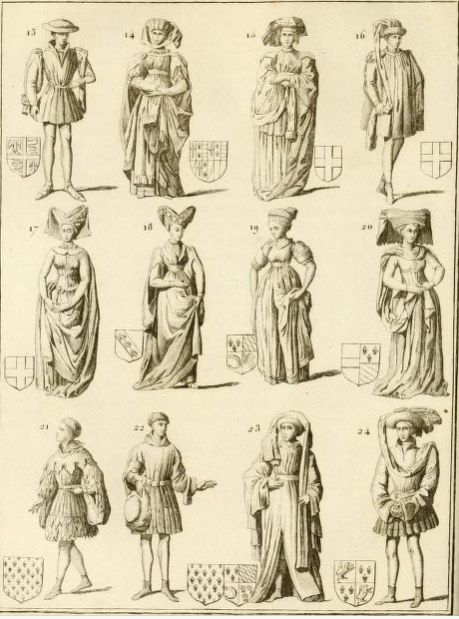
Andere Figuren des Grabmals